# Annelie Nordström
Annelie Nordström, under en period Nordström Eriksson och Hellander, född 12 juli 1956 i Halmstad, är en svensk politiker och tidigare fackföreningsfunktionär. Hon var Svenska kommunalarbetareförbundets (Kommunal) förbundsordförande åren 2010 till 2016. Hon avgick vid Kommunals kongress i juni 2016. Vid samma kongress beslutade Kommunals ombud att inte bevilja Annelie Nordström någon ansvarsfrihet. Sedan 2017 är hon Feministiskt initiativs arbetsmarknadspolitiska talesperson.

## Karriär

### Kommunal
Annelie Nordström började som barnskötare i Halmstad och var fackligt aktiv lokalt inom Kommunalarbetareförbundet 1974–1980 och en period ombudsman centralt i Stockholm från 1981. Hon var personalchef i Vilhelmina kommun 1988–1998 och engagerade sig politiskt för Socialdemokraterna, först som landstingspolitiker 1991–1998 och därefter som kommunalråd i Vilhelmina kommun 1998–2000. På Kommunalarbetareförbundets förbundskontor i Stockholm var Annelie Nordström funktionär 2001–2005, vice ordförande 2009–2010 och 2010–2016 förbundsordförande. Hon var också ledamot i styrelserna för Landsorganisationen i Sverige (LO), Folksam Sak och Arenagruppen.

#### Skandal i januari 2016

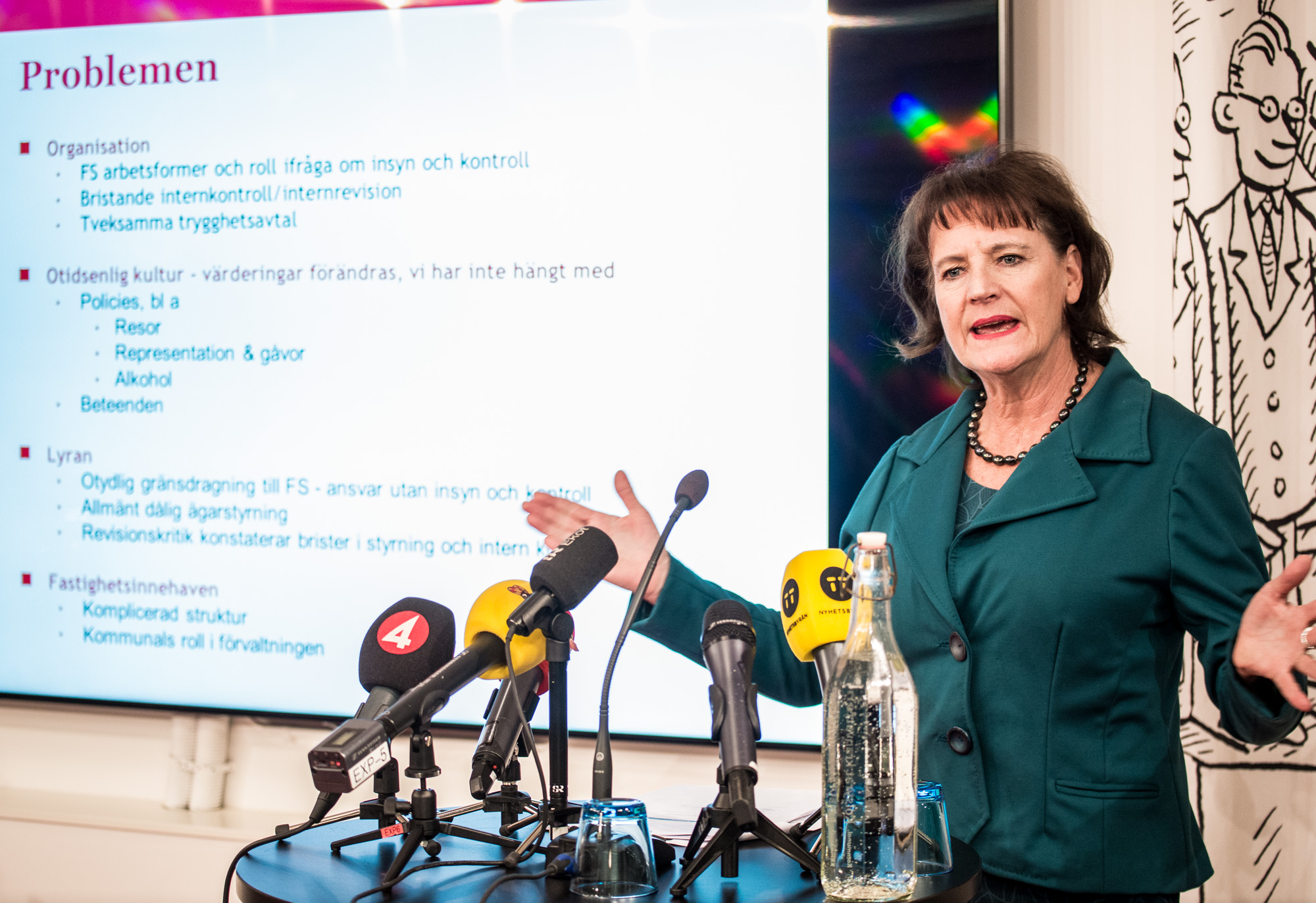
Annelie Nordström på presskonferens den 20 januari 2016, där hon meddelade att hon ej avsåg att kandidera för ordförandeposten i Kommunalarbetareförbundet för ytterligare en valperiod.

Anneli Nordström uppmärksammades efter publicering i Aftonbladet i januari 2016 om förhållanden inom Kommunalarbetareförbundet, bland annat om att funktionärer använt förbundets medel till lyxmiddagar. Denna affär ledde till förbundskassören avgång och till betydande medlemstapp. Annelie Nordström utlovade den 20 januari förändringar i vad hon betecknade som en osund organisationskultur och meddelade att hon ej skulle ställa upp till omval vid förbundets kongress i maj 2016.

### Feministiskt initiativ
I december 2016 meddelade Nordström att hon avsåg att lämna Socialdemokraterna för att börja engagera sig i Feministiskt initiativ (Fi).
I februari 2017 utsågs hon till Feministiskt initiativs arbetsmarknadspolitiska talesperson.

## Familj
Annelie Nordström var under en period från 1985 gift med Lars-Gustav Eriksson (född 1947).